# Little Duck Key
Little Duck Key, früher auch Pacet Key, ist eine kleine unbewohnte Insel am südlichen Ende der Lower Florida Keys. Sie hat eine Fläche von 13,8 Hektar (genau: 137.615 m²).
Der U.S. Highway 1 (oder auch Overseas Highway) kreuzt die Insel bei MM 40, genau am südlichen Ende der Seven Mile Bridge. 
Die Insel, die heute Little Duck Key heißt, ist Teil eines großen Verwirrspiels um Inselnamen zwischen Pigeon Key und Bahia Honda Key. Früher wurde die Insel Pacet Key genannt. Den Namen Little Duck Key erhielt sie während der Bauarbeiten des Florida East Coast Railway. Sie trug auch schon einmal den Namen Big Money Key. Unter dem Namen Little Duck Key wurde früher die heutige Insel Ohio Key geführt.
Die einzig existierende Infrastruktur auf der Insel besteht aus Picknickplätzen, Bootsstegen und dem Veterans Memorial Park.